# Page County, Iowa
Page County är ett administrativt område i delstaten Iowa, USA, med 15 932 invånare. Den administrativa huvudorten (county seat) är Clarinda.

## Geografi
Enligt United States Census Bureau har countyt en total area på 1 387 km². 1 385 km² av den arean är land och 1 km² är vatten.

### Angränsande countyn
- Montgomery County - norr
- Taylor County - öst
- Nodaway County, Missouri - sydost
- Atchison County, Missouri - sydväst
- Fremont County - väst